# Lummi-sziget
A Lummi-sziget az Amerikai Egyesült Államok Washington államának Whatcom megyéjében, a kanadai határ közelében fekszik. A sziget a Bellinghamből induló komppal közelíthető meg.
A helyi általános iskola fenntartója a Ferndale-i Tankerület.

## Történet
Az őslakosok a szigetnek a Sa nam a o („magas hegy”) és a Skallaham nevet adták; az 1792-ben érkező spanyol felfedezők a Pacheco, a britek pedig a McLoghlin elnevezést használták. Később a szövetségi hatóságok a Lummi nevet választották, amelyet a britek is elfogadtak. A „lummi” kifejezés egyes elméletek szerint a chinookok „lamieh” szavára (jelentése „idős asszony”), míg mások szerint az egykor a Lopez-szigeten fekvő Tlawalames nevű falura utal.
A 2010-es évekig működő kavicsbánya helyén természetvédelmi területet alakítottak ki.

## Éghajlat

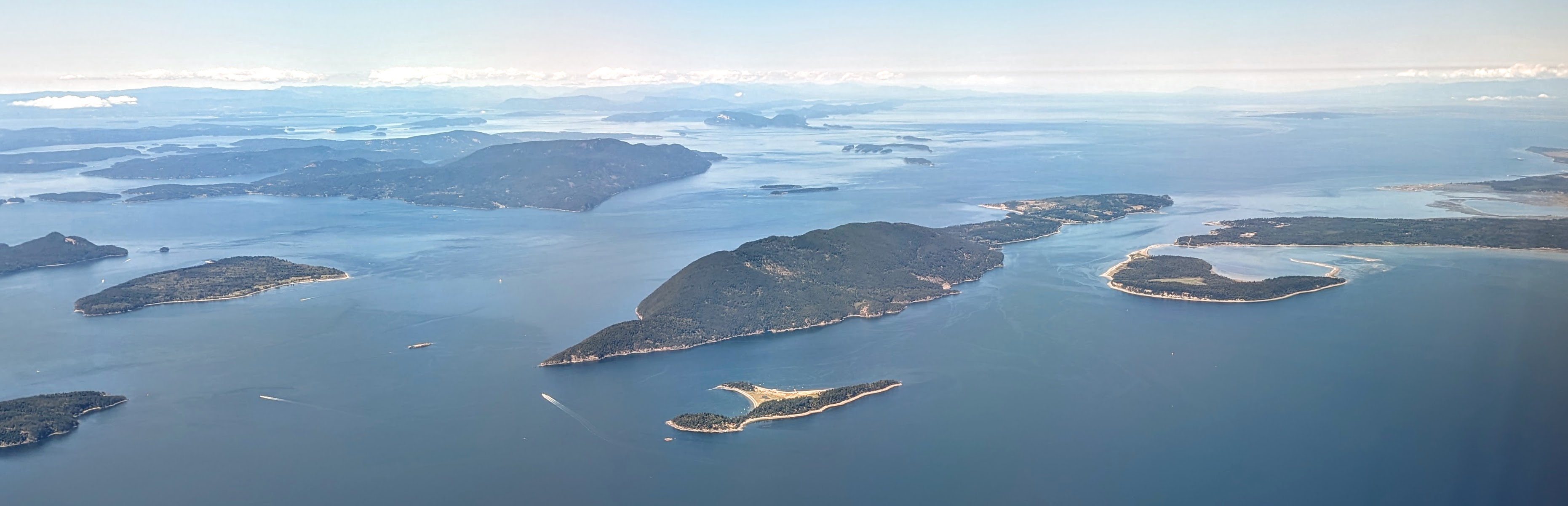
Légifelvétel a Lummi-szigetről és környékéről keletről, Eliza-szigettel az előtérben, a Portage-szigettel jobbra a Lummi-félsziget közelében, a Sinclair-szigettel balra és az Orcas-szigettel mögötte

A sziget éghajlata óceáni (a Köppen-skála szerint Cfb).

## Fordítás
- Ez a szócikk részben vagy egészben  a   Lummi Island című angol Wikipédia-szócikk ezen változatának fordításán alapul.  Az eredeti cikk szerkesztőit annak laptörténete sorolja fel. Ez a jelzés csupán a megfogalmazás eredetét és a szerzői jogokat jelzi, nem szolgál a cikkben szereplő információk forrásmegjelöléseként.